# Коротенко Катерина Антонівна
Катерина Антонівна Коротенко (нар. 11 серпня 1958) — українська радянська діячка, оператор машинного доїння корів радгоспу «Плосківський» Броварського району Київської області. Депутат Верховної Ради УРСР 11-го скликання.

## Біографія
Освіта середня.
З 1975 року — оператор машинного доїння радгоспу «Плосківський» Броварського району Київської області.

## Нагороди
- ордени
- медалі
- лауреат Республіканської комсомольської премії імені Миколи Островського